# Sergiu Grossu
Sergiu Grossu, născut Sergiu Grosu (n. 14 noiembrie 1920, Cubolta, Basarabia, azi în Republica Moldova – d. 25 iulie 2009, București) a fost un scriitor și teolog român.

## Biografie
Sergiu Grossu s-a născut la 14 noiembrie 1920 la Cubolta, Basarabia, părinții săi fiind Ion și Maria Grossu. În prezent, localitatea Cubolta este în Republica Moldova.
În 1927, familia sa s-a mutat la Bălți, unde Sergiu Grossu a fost coleg de clasă cu Eugen Coșeriu la Liceul de băieți „Ion Creangă” din localitate. A publicat în Viața Basarabiei.

### Studii
Sergiu Grossu este licențiat în filosofie, filologie modernă și teologie, al Universității din București.

### Activitatea
Tânărul licențiat Sergiu Grossu a refuzat să fie profesor în școlile comuniste, pentru a nu fi obligat să-i învețe pe copii materialismul dialectic impus de regimul comunist. Sergiu Grossu a activat clandestin în mișcarea religioasă ortodoxă „Oastea Domnului”, interzisă de regimul comunist.
În anul 1957, s-a căsătorit cu Nicoleta Valeria Bruteanu, nepoată dinspre mamă a lui Iuliu Maniu. În 1959 este arestat și condamnat pe motive politice, la 12 ani de detenție grea. În urma unui decret de grațiere, a fost eliberat din închisoare în 1962.

#### Exilul
Împreună cu soția sa, se hotărăște să se refugieze în Occident și cei doi soți reușesc să se stabilească în Franța, în anul 1969.
În Franța s-a consacrat popularizării situației religioase a credincioșilor din România comunistă și din celelalte țări comuniste, denunțând comunismul ca fiind dușmanul lui Hristos în lume.
Începând cu anul 1971, a editat la Paris revista „Catacombes” (1971-1992), care avea drept subtitlu: mesager supraconfesional al „Bisericii Tăcerii”. Împreună cu soția sa Nicole Valéry-Grossu inițiază conferințe la radio (Radio Europa Liberă), precum și în numeroase orașe din Franța și Belgia, pentru a scoate la iveală, în rândul francezilor și belgienilor, adevărata soartă a credincioșilor din țările comuniste.

#### Revenirea în țară
După 27 de ani de exil, Sergiu Grossu s-a întors pentru totdeauna la București, la 18 ianuarie 1996, cu sicriul soției sale, Nicoleta Valeria Grossu. La București, el a creat Fundația Foștilor Deținuți Politici „Nicoleta Valeria Grossu”, editura „Duh și adevăr”, și asociația „Centrul de Cultură creștină Nicoleta Valeria Grossu.”
În Chișinău, Sergiu Grossu a fondat Centrul Internațional de Cultură pentru Copii și Tineret „Sergiu Grossu” și a sponsorizat crearea Muzeului Memoriei Neamului, condus de fostul său coleg de clasă, Vadim Pirogan.

### Sfârșitul vieții
Sergiu Grossu s-a stins din viață la data de 25 iulie 2009, la București. A fost înmormântat la cimitirul Sfânta Vineri din București

## Opera
- Catacombes 1973 (Almanach de l'Église de Silence), 1973, Éditions Catacombes
- Lanțul, poezii, 1971
- O rază de soare, poezii, 1971
- Pietre de aducere aminte, poezii, 1971
- Câmpurile de muncă în URSS, 1975
- Derrière le rideau de bambou (de Mao Tsé-toung à Fidel Castro), 1975, Éditions Catacombes (În românește: În spatele cortinei de bambus, de la Mao Zedong la Fidel Castro)
- La Technique du regard în Promesses - Revue de réflexions bibliques, N°15, juillet - septembre 1975 (În românește: Tehnica privirii)
- The Church in today's catacombs, Arlington House, U.S.A., 1976 (În românește: Biserica în catacombele de astăzi)
- Vania Moisséieff (Le jeune martyr de Volontirovka), 1976, Éditions Catacombes (În românește: Vania Moiseev - tânărul martir din Volontirovka)
- Infernul chinez, 1976
- Au fond de l'abîme (Le règne de la haine), 1976, Éditions Apostolat des Éditions (În românește: În fundul abisului, Domnia urii)
- Les Enfants du Goulag (Chronique de l'enfance opprimé en U.R.S.S.), 1979, France-Empire (În românește: Copiii Gulagului - Cronică a copilăriei oprimate în URSS)
- Le calvaire de Roumanie Chrétienne, Éditions France-Empire, 1987 (În românește: Calvarul României creștine[4])
- Maîtresse, Dieu existe! Les enfants dans l'étau de l'athéisme soviétique, Fayard, Paris, 1988 (În românește: Tovarășă învățătoare, Dumnezeu există! Copiii în menghina ateismului sovietic)
- Îmi bate inima la Bug, ed. Museum, Chișinău, 2000
- L’Église persecutée, L’Âge d’Homme, 2002
- Plaidoyer pour L’Église du Silence, Ed. Resiac, 2003
- Calendarul persecuției religioase în țările comuniste, 2003
- Inscripții pe un vas de lut, Editura Roza vânturilor, 1994
- În șfichiul ironiei, Ed. Hrisoava, București, 1996
- În așteptarea unui pământ nou, Editura Duh și Adevăr, 1998
- Apocalipsiada